# Distretto di Hunedoara
Il distretto di Hunedoara (in romeno Județul Hunedoara ) è uno dei 41 distretti della Romania, ubicato nella regione storica della Transilvania. Gran parte del suo territorio faceva parte fino al 1920 (Trattato del Trianon) del comitato di Hunyad del Regno d'Ungheria.

## Centri principali
| Comune                  | Abitanti |
| ----------------------- | -------- |
| Hunedoara               | 71.207   |
| Deva                    | 67.508   |
| Petroșani               | 43.948   |
| Lupeni                  | 29.656   |
| Vulcan                  | 29.108   |
| Petrila                 | 25.361   |
| Orăștie                 | 21.794   |
| Brad                    | 16.122   |
| Simeria                 | 13.719   |
| Călan                   | 12.938   |
| Hațeg                   | 11.056   |
| Dati del 1º luglio 2007 |          |

## Geografia antropica
Il distretto (Hunyad megye in ungherese) è composto da 7 municipi, 7 città e 55 comuni.

### Municipi
- Deva
- Brad
- Hunedoara
- Lupeni
- Orăștie
- Petroșani
- Vulcan

### Città
- Aninoasa
- Călan
- Geoagiu
- Hațeg
- Petrila
- Simeria
- Uricani

### Comuni
- Baia de Criș
- Balșa
- Baru
- Bănița
- Băcia
- Băița
- Bătrâna
- Beriu
- Blăjeni
- Boșorod
- Brănișca

- Bretea Română
- Buceș
- Bucureșci
- Bulzeștii de Sus
- Bunila
- Burjuc
- Cârjiți
- Cerbăl
- Certeju de Sus
- Crișcior
- Densuș

- Dobra
- General Berthelot
- Ghelari
- Gurasada
- Hărău
- Ilia
- Lăpugiu de Jos
- Lelese
- Lunca Cernii de Jos
- Luncoiu de Jos
- Mărtinești

- Orăștioara de Sus
- Pestișu Mic
- Pui
- Rapoltu Mare
- Răchitova
- Râu de Mori
- Ribița
- Romos
- Sarmizegetusa
- Sălașu de Sus
- Sântămăria-Orlea

- Șoimuș
- Teliucu Inferior
- Tomești
- Toplița
- Totești
- Turdaș
- Vața de Jos
- Vălișoara
- Vețel
- Vorța
- Zam

## Monumenti e luoghi d'interesse
Nel distretto si trova il parco nazionale di Retezat e il castello del Corvino o detto meglio "Huniazilor"

## Cultura
Nel territorio del distretto sono state realizzate le riprese del film del 2018 Dragoste 1: Câine.